# Ларжантьєр (округ)
Округ Ларжантьєр (фр. Arrondissement de Largentière) — округ у Франції, в департаменті Ардеш. 2023 року округ об'єднував 151 муніципалітет, населення становило 103 395 осіб.
Адміністративний центр (супрефектура) — Ларжантьєр.

## Муніципалітети
Список муніципалітетів округу та їхні коди INSEE:
1. Айон
2. Асте
3. Балазюк
4. Банн
5. Барна
6. Берзем
7. Берр'я-е-Кастельжо
8. Бесса
9. Больє
10. Бомон
11. Боре
12. Борн
13. Бюрзе
14. Валле-д'Антрег-Аспержок
15. Валлон-Пон-д'Арк
16. Валь-ле-Бен
17. Вальгорж
18. Ванья
19. Вернон
20. Вессо
21. Вільнев-де-Бер
22. Вінзак
23. Вогюе
24. Грав'єр
25. Гроп'єрр
26. Дарбр
27. Домнак
28. Езак
29. Женестель
30. Жоанна
31. Жожак
32. Жуаєз
33. Жувіна
34. Іссанла
35. Іссарле
36. Кро-де-Жеоран
37. Кукурон
38. Ла-Рошетт
39. Ла-Суш
40. Лабастід-де-Вірак
41. Лабастід-сюр-Безорг
42. Лабегюд
43. Лаблашер
44. Лабом
45. Лабуль
46. Лавейрюн
47. Лавіллатт
48. Лавільдьє
49. Лавйоль
50. Лагорс
51. Лалевад-д'Ардеш
52. Лана
53. Ланарс
54. Лантієр
55. Ларжантьєр
56. Лашам-Рафаель
57. Лашапель-Граюз
58. Лашапель-су-Обена
59. Ле-Беаж
60. Ле-Ван
61. Ле-Лак-д'Іссарле
62. Ле-Планьяль
63. Ле-Ру
64. Ле-Салель
65. Лез-Асьйон
66. Лесперон
67. Лорак-ан-Віваре
68. Лубаресс
69. Люсса
70. Мазан-л'Аббе
71. Маларс-сюр-ла-Тін
72. Мальбоск
73. Мезіяк
74. Мейра
75. Мейр
76. Меркюе
77. Мірабель
78. Монпеза-су-Бозон
79. Монреаль
80. Монсельг
81. Обена
82. Орньяк-л'Аван
83. Пейзак
84. Перейр
85. Планзоль
86. Пон-де-Лабом
87. Прад
88. Прадон
89. Прюне
90. Риб
91. Розьєр
92. Рокль
93. Роше
94. Рошколомб
95. Рюом
96. Саблієр
97. Салава
98. Самзон
99. Сань-е-Гудуле
100. Саньяк
101. Сельє-дю-Люк
102. Сен-Дідьє-су-Обена
103. Сен-Жан-ле-Сантеньє
104. Сен-Жене-де-Бозон
105. Сен-Жермен
106. Сен-Жинез-ан-Куарон
107. Сен-Жозеф-де-Бан
108. Сен-Жульєн-дю-Серр
109. Сен-Лоран-ле-Бен-Лаваль-д'Орель
110. Сен-Лоран-су-Куарон
111. Сен-Марс'яль
112. Сен-Мелані
113. Сен-Мішель-де-Булонь
114. Сен-Морис-д'Ардеш
115. Сен-Морис-д'Ібі
116. Сен-П'єрр-де-Коломб'є
117. Сен-П'єрр-Сен-Жан
118. Сен-Поль-ле-Жен
119. Сен-Пон
120. Сен-Прива
121. Сен-Ремез
122. Сен-Сернен
123. Сен-Сірг-де-Прад
124. Сен-Сірг-ан-Монтань
125. Сен-Совер-де-Крюзьєр
126. Сент-Альбан-Орйоль
127. Сент-Альбан-ан-Монтань
128. Сент-Андеоль-де-Бер
129. Сент-Андеоль-де-Валь
130. Сент-Андре-де-Крюзьєр
131. Сент-Андре-Лашам
132. Сент-Елалі
133. Сент-Етьєнн-де-Булонь
134. Сент-Етьєнн-де-Фонбеллон
135. Сент-Етьєнн-де-Люгдаре
136. Сент-Маргерит-Лафіжер
137. Сотр
138. Тор'є
139. Тюей
140. Фабра
141. Фожер
142. Фон
143. Шазо
144. Шамбона
145. Шандола
146. Шасьє
147. Широль
148. Шозон
149. Юзе
150. Юсель
151. Юсклад-е-Р'єтор